# 太陽電池時計

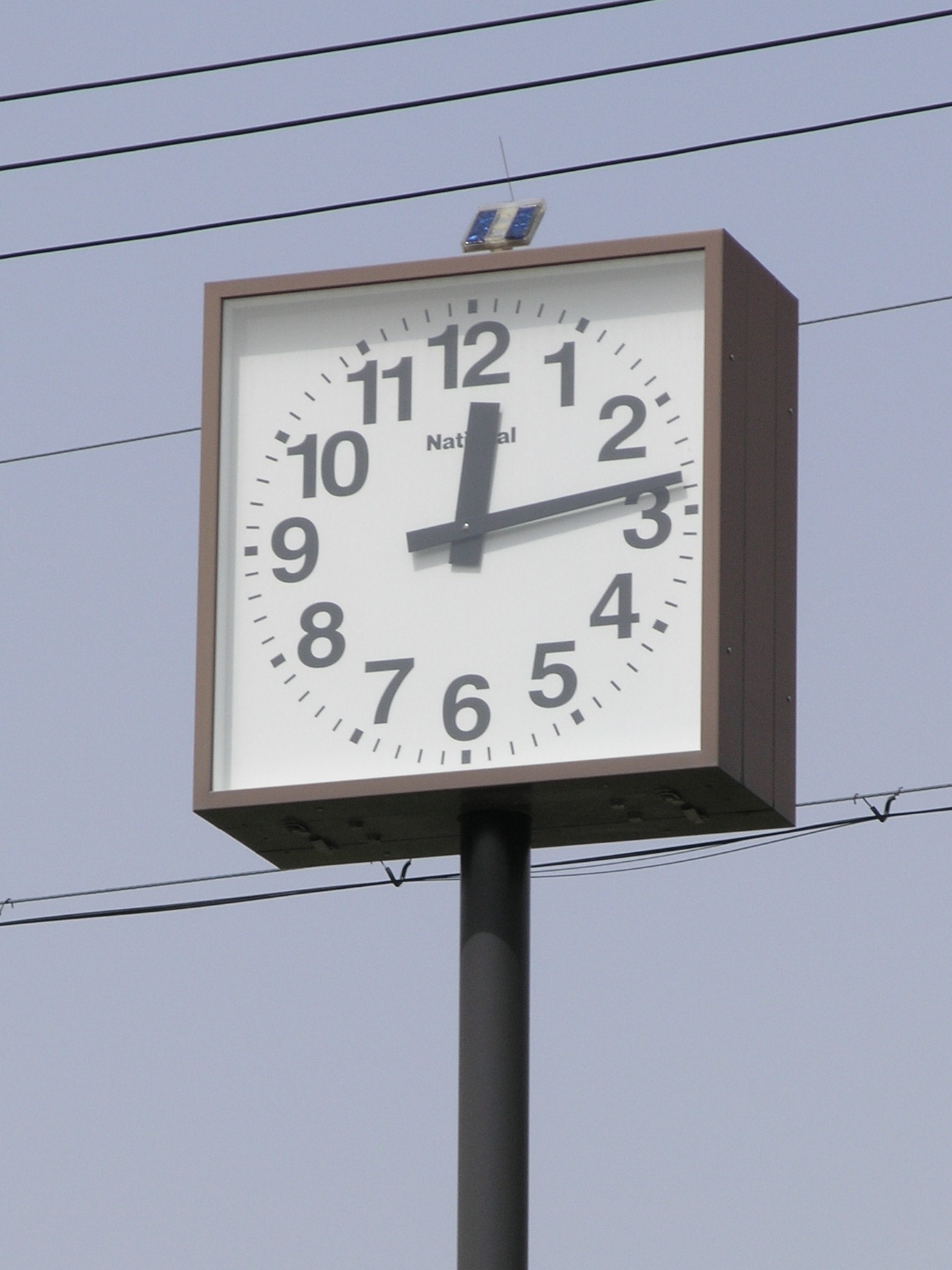
ナショナル製街頭用太陽光発電時計。本体上部にソーラーセルが搭載されている。

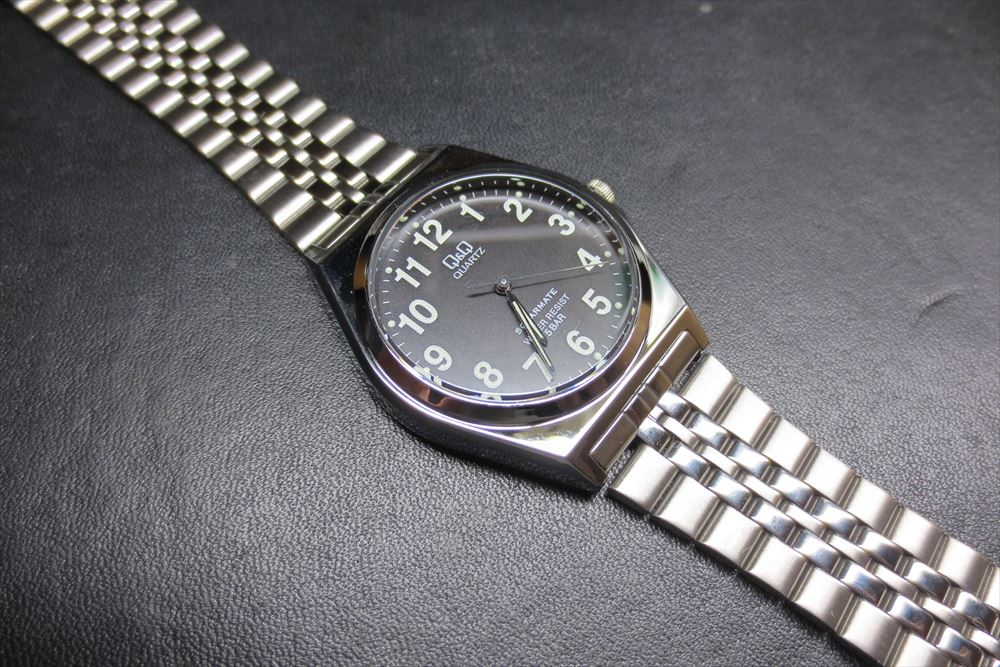
売価数千円程度の廉価なモデルでも，太陽電池を搭載したものは多い。

太陽電池時計（たいようでんちどけい、 英語: Solar powered Clock (or Watch) ）とは、太陽や蛍光灯などの光エネルギーを動力源とする時計のこと。ソーラー時計、ソーラー発電時計、光発電時計、太陽光発電時計とも呼ばれる。

## 概要
時計自体の駆動機構は電気動力の時計において一般的な、小電力で稼働するクォーツ式であるが、太陽電池（ソーラーセル）を用い、時計の駆動に必要な電力を得るための発電を行っている。暗闇や夜間でも駆動させるために、発電した電力を二次電池やキャパシタに一旦充電させてそこから電力を取り出すようになっている。商用電源など外部からの電源供給は行なわないが、家庭用の壁掛け時計には乾電池などの一次電池によるバックアップを行うものがある。

### 屋外用時計
公園など街頭に設置されているタイプは、大抵の場合時計本体とは別に太陽電池パネルが本体近傍に太陽の方向（北半球なら、真南の方向）に向けて設置される。現在では標準電波による時刻修正機能が搭載されることが多い。太陽電池電源とすることで、外部電源供給配線の設置工事や、定期的な電池交換などのメンテナンスが基本的に不要となる（またはメンテナンスサイクルがごく長くなる）メリットがあり、屋外設置用時計としての実用機能性が高い。

### 腕時計
腕時計にもソーラー発電のものがある。一般的なクォーツ式腕時計のような電池交換が不要（キャパシタ寿命の範囲で実用できる）で、発電用の機械的可動部品（錘で駆動される発電機など）も持たない。簡潔・軽量に作ることができる長所があるため、実用型の腕時計向きなシステムとして需要を得ている。
1970年代から極小型太陽電池の市販化とクォーツ腕時計の普及によってそれら技術の応用で市販化された。1990年代にはシチズン時計が『エコ・ドライブ』の名称でソーラー腕時計の製造販売を開始し、カシオ、セイコーなど他の時計メーカーも同様な技術を開発・採用している。
21世紀初頭に市販される製品は文字盤の下層（あるいは文字盤の周囲）にソーラーセルが搭載されている。1970年代の初期のものはソーラーセルによる電源確保を優先した配列として発電効率を上げるために文字盤の透明度が高く、太陽電池セル（の分割線）が透けて見え、紫がかった黒系統の文字盤色が多かった（従って奇異なデザインになる事例も見られた）。後年の技術開発や熟成により、年々発電効率を高めるとともに光の透過率を犠牲にしないかたちで、さまざまなカラーやデザインの文字盤が採用されている。
大抵の太陽電池式腕時計は、二次電池の消耗を避けるため、夜間・暗闇で発電がされない場合は秒針を停止させるなどのパワーセーブ機能を持っている。さらに電池残量が少なくなると針を完全に停止させて中のクロック部分のみ機能する状態となり、長期間に亘り時刻情報が狂わないようになっている。

#### メーカーによる名称
- カシオ:タフソーラー、ソーラー充電システム
- シチズン:エコ・ドライブ
  - セカンドラインなど:ソーラーテック
  - Q&Qブランド:ソーラーメイト
- セイコー:エコテック ソーラー（現在は殆ど呼称としては使われておらず、単に「ソーラー」と呼称している）